# متحف العلوم والصناعة
متحف العلوم والصناعة هو متحف علمي يقع في شيكاغو،إلينوي،الولايات المتحدة،تم افتتاح المتحف في 1933.